# 2073 Janáček
2073 Janáček este un asteroid din centura principală, descoperit pe 19 februarie 1974, de Luboš Kohoutek.